# Plazače
Plazače (cyr. Плазаче) – wieś w Bośni i Hercegowinie, w Republice Serbskiej, w gminie Šekovići. W 2013 roku liczyła 96 mieszkańców.